# اتیوپیا
اتیوپیا (به انگلیسی: Aethiopia) در اساطیر یونانی و رومی و نوشته‌های مؤلفان باستان به سرزمینی گفته می‌شود که از لحاظ جغرافیایی جنوب مصر و همهٔ سرزمین‌های جنوبی آن کشور را شامل می‌شده‌است، هر چند که در برخی از روایات و اساطیر، محل آن نه در آفریقا، بلکه در نقطه‌ای در آسیا در نظر گرفته می‌شود.

## اتیوپیا در اثر هرودوت
هرودوت می‌گوید که از ۳۳۰ فرعون مصر، ۱۸ تایشان اتیوپیایی بوده‌اند، با این توصیف وی، شاید بتوان معنای اتیوپیایی را که او می‌گوید، برای نقاط و صفحات جنوبی تر از مصر به کار برد. به گفتهٔ هرودوت، کبوجیه (کمبوجیه) پسر کوروش بزرگ و پادشاه ایران برای اطلاع یافتن از اوضاع و احوال و طرز معیشت و آداب و رسوم مردمان آن سرزمین سفیری بدان مملکت فرستاد، به این عنوان که شاه ایران، هدایایی برای پادشاه آنجا فرستاده است و در نهان به آن‌ها دستور داد تحقیقاتی در باب آن سرزمین کنند و ضمناً معلوم دارند که مسئلهٔ «میز آفتاب» (سفرهٔ آفتاب) حقیقت دارد یا نه.
در باب میز آفتاب مورخ مزبور چنین نوشته است: «چنان که گویند، این چمنی است در حومهٔ شهر که از گوشت پختهٔ همه نوع چهارپایان پوشیده است. قطعات گوشت را مأمورین و مستخدمین دولت شبانه در نهان بدانجا می‌برند و روز هر کس مایل باشد، به محل مزبور رفته از آن گوشت‌ها می‌خورد، ولی بومی‌ها عقیده دارند که این گوشت‌ها را همه شب، زمین به عمل می‌آورد.»
بعد مورخ مزبور می‌گوید: "کبوجیه بر اثر تصمیم خود به فرستادن سفیر، از شهر الفانتین مصر (Elephantine) (نام مستعمره‌ای یهودی در مصر علیا) فرستاده‌ای از طایفهٔ ماهی خواران (ایکتیوفاجی) (Ichtyophages)،... پس از آن که مترجمین الفانتین رسیدند، شاه سفیری نزد اتیوپیایی‌ها با هدایا فرستاد و دستور داد چه بگویند. هدایا عبارت بود از لباس ارغوانی رنگ، طوق و یاره‌ای از زر، ظرفی از مرمر سفید با مر مکی (در نسخه‌ای دیگر از ترجمهٔ کتاب هرودوت، "عود" نوشته شده‌است) و سبویی پر از شراب خرما. گویند اتیوپیایی‌هایی که رسول کبوجیه پیش آن‌ها رفت، مردانی شکیل و بلند قامتند و ترتیبات آن‌ها شباهتی به ترتیبات سایر ملل ندارد، مثلاًانتخاب به سلطنت چنین است: به این مقام، شخصی را از قبایل خودشان انتخاب می‌کنند که از حیث قامت بلندتر و از حیث قوت زورمندتر از همه باشد.
ماهی خواران وقتی که به مملکت اتیوپیا وارد شدند، هدایا را به پادشاه داده چنین گفتند: «شاه پارسی‌ها کبوجیه (کمبوجیه) در صدد جلب دوستی توست و با این مقصود ما را برای مذاکرات روانه کرده و این هدایا را که اگر خود او هم دارای آن باشد، خشنود خواهد بود، برای تو فرستاده است.»
پادشاه حبشه (اتیوپیا) دریافت که مقصود رسولان دیدن وضع مملکت اوست و چنین جواب داد: «شاه پارس شما را نزد من فرستاده، نه از این جهت که دوستی مرا طالب است، شما هم دروغ می گوئید، زیرا برای جاسوسی به مملکت من آمده‌اید. آدمی که شما را فرستاده، آدم درستی نیست، اگر درست بود، درصدد تسلط بر مملکت دیگری برنمی‌آمد و راضی به بندگی مردمی که آزاری به او نرسانیده‌اند، نمی‌شد، پس این کمان را به او داده بگویید شاه اتیوپیایی‌ها به شاه پارسی‌ها از راه نصیحت می‌گوید فقط وقتی به اتیوپیایی‌های طویل العمر ولو با عده‌ای بیشتر از سپاهیان قیام کن که پارسی‌ها بتوانند زه چنین کمانی را به آن آسانی که من می‌کشم، بکشند و عجالتاً پارسی‌ها باید خدایان را شکر کنند که به اولاد اتیوپیایی‌ها الهام نمی‌کنند به مملکت خودشان مملکت خارجی ای را الحاق کنند.» بعد از این سخنان زه کمان را رها کرده آن را به رسولان تسلیم کرد. پس از آن پادشاه اتیوپیایی‌ها لباس ارغوانی را برداشته پرسید که این چیست و چگونه آن را ساخته‌اند. وقتی که ماهی خواران حقیقت امر را راجع به این رنگ گفتند، پادشاه اتیوپیا گفت: «فریبنده‌اند این مردم و لباسشان هم بدل است.»
بعد گردن بند و دست بندها را بلند کرد و دربارهٔ آن‌ها سؤالاتی کرد و ماهی خوارها (ایکتیوفاجی‌ها) جواب دادند که پارسی‌ها آن‌ها را به عنوان زیور به کار می‌برند. پادشاه که تصور کرده بود منظور رسولان، غل و زنجیر و قلاده است، خندید و گفت: «غل و زنجیرهای اتیوپیایی‌ها محکم تر است.» راجع به مر مکی هم سؤال کرد و وقتی که رسولان گفتند که پارسی‌ها آن را به بدن می‌مالند، همان جواب را داد که راجع به لباس ارغوانی داده بود، ولی وقتی که نوبت شراب رسید و دانست که چگونه آن را تحصیل می‌کنند، جرعه‌ای از آن نوشید و بسیار خشنود و محظوظ شد و پرسید که غذای شاه پارس چیست و درازترین عمر پارسی‌ها چقدر است. ماهی خوارها جواب دادند که غذای شاه نان است، ترتیب تهیهٔ نان را از گندم بیان کردند و حد عمر پارسی‌ها را هشتاد سال گفتند. اتیوپیایی در جواب گفت که کوتاهی عمر پارسی‌ها باعث حیرت نیست، چه آن‌ها فضاله می‌خورند و اگر این مشروب را نداشتند، با این نوع غذا این قدر هم عمر نمی‌کردند، مقصود او از مشروب، شراب بود. بعد افزود که از این حیث پارسیان بر اتیوپیاییان برتری دارند.
وقتی که ماهی خوارها از پادشاه اتیوپیا پرسیدند که عمر اتیوپیایی‌ها چقدر است، او جواب داد که اکثر آن‌ها ۱۲۰ سال و بل بیشتر عمر می‌کنند و غذای آن‌ها گوشت پخته و مشروبشان شیر است. جاسوس‌ها از زیادی عمر آن‌ها در حیرت شدند. پس از آن آن‌ها را به کنار چشمه‌ای بردند و بعد از آن که در آن چشمه شست‌وشو کردند، تن آن‌ها چنان می‌درخشید که گویی آب چشمه روغن است. این آب بوی بنفشه داشت و به قول جاسوس‌ها آب این چشمه به قدری سبک است که چوب و اشیایی سبک‌تر از چوب در آب فرومی‌رود. اگر آب به این اندازه سبک است که می‌گویند، ممکن است که درازی عمر اتیوپیایی‌ها از استعمال آن باشد. از کنار چشمه، ماهی خواران را به محبس بردند. در اینجا محبوسین را در کند و زنجیرهای طلا کرده بودند. در نزد اتیوپیایی‌ها مس نایاب‌ترین و گران‌ترین فلز است. پس از آن، آن‌ها میز آفتاب را تماشا کردند و سپس آن‌ها را به دیدن مقبره‌ها و تابوت‌های اتیوپیایی‌ها که از بلور به ترتیب زیر ساخته شده بود، بردند: بعد از آن که جسد مرده، خواه به طرز مصری و خواه به طرز دیگر خشک شد، تمام بدن را در گچ مستور می‌سازند و آن را با رنگ می‌آرایند تا حتی الامکان به صورت آدم زنده درآید، سپس نعش را در ستونی توخالی از بلور (یا در جای دیگر گفته شده "شیشه") که برای همان منظور ساخته شده‌است، می‌گذارند. بلور به مقدار فراوان در کشور آن‌ها استخراج می‌شود و آن نوعی سنگ است که در صنعتکاری کاربردش بسیار آسان است. از جدار بلور ممکن است که نعش را که در داخل آن قرار دارد، تماشا کرد، که نه بوی نامطلوب می‌دهد و نه به هیچ وجه بی ریخت است، با وجود این، تمام بدن مثل این که برهنه باشد معلوم است.
منسوبان متوفی، آن ستون بلوری را یک سال تمام از تاریخ مرگ در خانه نگه می‌دارند و میوه‌های نوبر را مرتباً برای آن می‌برند و باتقدیم قربانی‌ها، مرده را تعزیز و تکریم می‌کنند و همین که یک سال گذشت، آن ستون را حمل کرده در حومهٔ شهر می‌گذارند.
بعد هرودوت می‌گوید: "جاسوس‌ها پس از آن که همه چیز را تماشا کردند، برگشته نتیجه را به کبوجیه گفتند و او در خشم شده فوراً تهیهٔ حرکت دید، ولی دستور کافی برای آذوقه نداد هیچ فکر نکرد که به قصد مملکتی می‌رود که در آخر دنیا واقع است. خلاصه آن که به مجرد دانستن نتیجهٔ مأموریت ماهی خواران، حرکت کرد… خود با پیاده نظام عازم شد… قشون او هنوز پنج یک راه را نپیموده بود که آذوقه تمام شد. پس از آن سپاهیان گوشت چهارپایان بنه را خوردند تا این که آن هم تمام شد… کبوجیه اعتنایی به کمبود آذوقه نکرد و پیش رفت. مادامی که سپاهیان می‌توانستند از مزارع و بیابان‌ها چیزی به دست آرند، با علف و سبزی زندگی می‌کردند، ولی وقتی که داخل کویر شدند، [این عبارت هرودوت که می‌گوید "داخل کویر شدند"این تخمین را که منظور وی از اتیوپیا، سرزمین‌های واقع شده در منتهی اله قلمرو پادشاهی مصر باستان می‌باشد، به طرز فزاینده‌ای تقویت می‌کند.]بعضی از آن‌ها مرتکب عمل وحشت آوری گشتند، توضیح آن که…
خلاصه این که هرودوت می‌گوید که کبوجیه مؤفق به ادامهٔ پیمودن راه نشد و ناچار بازگشت؛ آن هم در حالی که تعداد بسیاری از سپاهیانش تلف شده بودند.
هرودوت در جایی دیگر می‌گوید که اتیوپیا دورترین منطقه در لیبیا (آفریقا) است. با این حال تعدادی از اساطیر یونانی ادعا می‌کنند که اتیوپیا در نقطه‌ای در آسیا واقع شده‌است. در اسطورهٔ یونانی آندرومدا پادشاهی اتیوپیا -که پادشاه کفئوس و زن وی کاسیوپیا (کاسیوپه در برخی از ترجمه‌ها) در آن پادشاهی می‌کنند- در جفا (Joppa,Jaffa)(در اسرائیل کنونی) قرار دارد. با این حال برخی از روایات هم هستند که می‌گویند حدود سرزمین مزبور زمانی حتی به بابل هم می‌رسیده است.

## جهان از دید قدما
در کل باید توجه داشت که نویسندگان دوره‌های باستان و مردمان عهود قدیم، تصورات مغشوش و مبهمی از عالم داشتند، حکایات پیچیده و مضحک اساطیر و افسانه‌های آن مردم هم به روشنی نشان دهندهٔ این مطلب است. در زمان هرودوت، یعنی حدود قرن پنجم قبل از میلاد، تصور عمومی این گونه بوده که اقیانوسی همهٔ خشکی‌های عالم را احاطه کرده‌است؛ البته مسلم است که انسان‌های آن دوران‌ها از چگونگی و کیفیت ستاره‌ها و منظومه‌های خورشیدی و کهکشان‌ها و در کل اجرام سماوی بی اطلاع یا حداقل کم اطلاع بوده‌اند.